# Yazalde Gomes Pinto
Yazalde Gomes Pinto (Vila do Conde, 21 september 1988) – beter bekend als Yazalde – is een Portugees-Guinee-Bissaus voormalig betaald voetballer die doorgaans speelde als spits. Tussen 2006 en 2022 was hij actief voor Varzim, Braga, Rio Ave, Olhanense, opnieuw Rio Ave, Beira-Mar, Astra Giurgiu, Qäbälä, Gil Vicente, opnieuw Rio Ave, Belenenses, Gaz Metan, FC Hermannstadt en Șelimbăr.

## Carrière
Yazalde speelde in de jeugd van Varzim, waarvoor hij in twee seizoenen tijd ook 35 duels speelde in de hoofdmacht. Op 15 december 2008 ondertekende Yazalde een contract tot medio 2014 bij topclub Braga. Hij werd wel direct verhuurd aan Rio Ave, waarmee hij tegen degradatie streed. In 2010, toen hij opnieuw bijna nooit speelde bij Braga, werd hij verhuurd aan Olhanense, wat hij weer verliet voor Rio Ave.
In januari 2013 was Beira-Mar voor een half jaar de werkgever van Yazalde en in juli 2013 werd hij voor een seizoen verhuurd aan Astra Giurgiu in Roemenië. Het seizoen erna leverde een verhuurperiode op bij Qäbälä. Vervolgens werd hij verhuurd aan Gil Vicente. In de zomer van 2015 maakte Yazalde transfervrij de overstap naar Rio Ave, waarvoor hij eerder al tweemaal op huurbasis gespeeld had. Na tweeënhalf jaar maakte de Portugees de overstap naar Belenenses.
Na een halfjaar liet hij Belenenses achter zich. Hierop tekende hij voor één seizoen bij Gaz Metan. Een jaar later verkaste Yazalde binnen Roemenië naar FC Hermannstadt. Hier vertrok hij in de zomer van 2021. In maart 2022 tekende hij bij Șelimbăr, waar hij aan het einde van het seizoen weer vertrok. Hierop besloot Yazalde op drieëndertigjarige leeftijd een punt te zetten achter zijn actieve loopbaan.